# Deng Shuqun

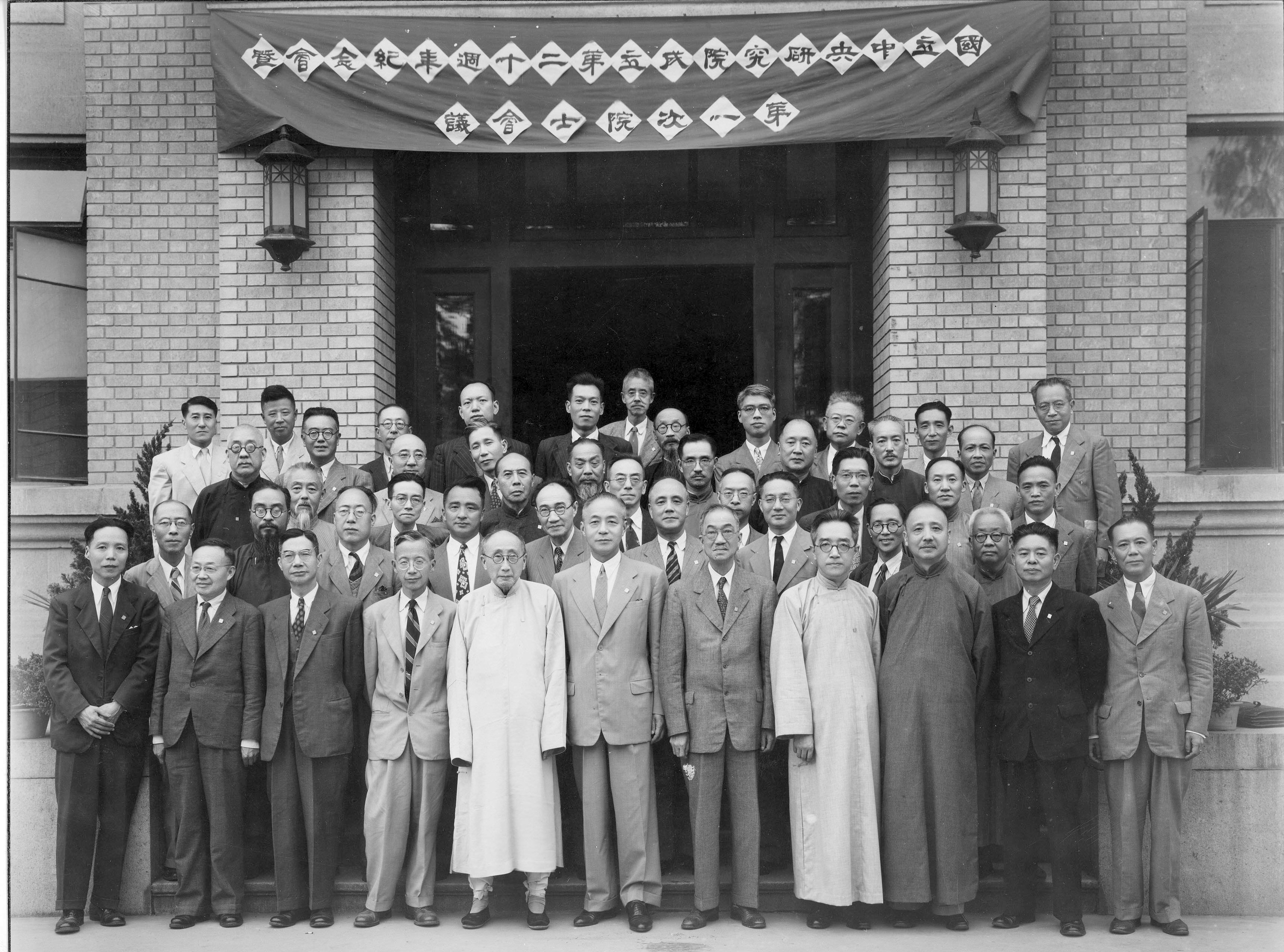
Członkowie Academia Sinica w 1948 roku 23 września 1948 (Deng Shuqun pierwszy z lewej w górnym rzędzie)

Deng Shuqun (chiń. upr. 邓叔群; chiń. trad. 鄧叔群; pinyin Dèng Shūqún; Wade-Giles Teng Shu-ch’ün, ur. 12 grudnia 1902 w Fuzhou, Fujian zm. 1 maja 1970 w Chinach) – chiński mykolog, biolog i taksonomista.
Urodził się w Fuzhou w prowincji Fujian, w biednej i wielodzietnej rodzinie. Oboje rodzice byli nauczycielami. Otrzymał wczesną edukację podstawową w szkole w Fuzhou. W 1914 roku zdał pomyślnie egzamin na Uniwersytet Tsinghua. Tu studiował przez sześć lat jako student kursu przygotowawczego do Boxer Indemnity Scholarship Program. W 1923 roku wstąpił na Wydział Leśnictwa Kolegium Rolniczego Uniwersytetu Cornella i w ciągu 3 lat uzyskał tytuł licencjata w dziedzinie rolnictwa i tytuł magistra leśnictwa. W tym czasie pracował również na pół etatu jako rolnik  i stolarz w podmiejskich gospodarstwach rolnych. Podczas pisania doktoratu na kursach fitopatologii zdobył dwie złote odznaki, odpowiednio Phi Kappa Phi i Sigma Xi, i został zaproszony jako członek do dwóch honorowych towarzystw naukowych. Z tymi wyróżnieniami wrócił do Chin w 1928 roku. W tym też roku obronił doktorat z entomologii. Od 1928 do 1931 roku był profesorem na Uniwersytecie Lingnańskim  w Guangzhou, Prywatnym Uniwersytecie w Nankinie i Centralnym Uniwersytecie Narodowym. Zajmował się głównie badaniami dotyczącymi zwalczania chorób ryżu, pszenicy i bawełny, a w międzyczasie uczył także mykologii i patologii roślin.
Od wczesnych lat trzydziestych Deng Shuqun skupił się na ekologii leśnictwa. Zorganizował zespół badawczy przy wsparciu grantowym Ministerstwa Rolnictwa i Leśnictwa. W 1939 roku on i jego 12 młodych kolegów spędzili kilka miesięcy na badaniu dziewiczych lasów prowincji Syczuan, Junnan i Xikang w południowo-zachodnich Chinach.
Gdy w 1937 roku Japończycy dokonali inwazji  na Chiny, Deng Shuqun i jego współpracownicy spakowali i wysłali w 1940 roku przez Półwysep Indochiński  ponad 2000 chińskich okazów grzybów do Uniwersytetu Cornella w Stanach Zjednoczonych.
W 1941 roku Deng wraz z rodziną przeniósł się do Zhuoni w prowincji Gansu, do  lasów centralnej części rzeki Tao He. Do Nankinu wrócił w 1946 roku po wygranej przez Chiny wojnie z Japonią. Odbudował laboratorium grzybów i założył laboratorium ekologii lasu w Instytucie Botaniki Academia Sinica. W 1948 roku został akademikiem Academia Sinica. W latach 1950–1955 został tymczasowo mianowany dziekanem Shenyang Agriculture College i wicekanclerzem Northeast Agriculture College. Wtedy cały swój czas i energię poświęcił  na budowę tych dwóch nowych uczelni. W 1955 roku został ponownie powołany na stanowisko zastępcy dyrektora Instytutu Mykologii Stosowanej Chińskiej Akademii Nauk i dziekana Laboratorium Mykologicznego. W tym samym roku został mianowany członkiem komitetu akademickiego (tzw. Akademików) Chińskiej Akademii Nauk.
Za wywiezienie w 1940 roku kolekcji grzybów do Stanów Zjednoczonych, Deng stał się ofiarą prześladowań podczas niszczycielskiej rewolucji kulturalnej (1966-76). Zwolniony z laboratorium, był codziennie bity i prześladowany psychicznie, co zrujnowało jego zdrowie i karierę. Zmarł 1 maja 1970 roku w wieku 67 lat.
Chiński uczony, prześladowany podczas rewolucji kulturalnej, został uhonorowany 7 listopada 2009 roku, kiedy po ponad siedemdziesięciu latach kolekcja została zwrócona przez Davida Skortona, prezydenta Cornell University, podczas ceremonii w Chińskiej Akademii Nauk.

## Dokonania
W ciągu pierwszych dziesięciu lat po powrocie do ojczyzny (1928–1938) na podstawie zebranych przez siebie okazów zidentyfikował 1400 taksonów 400 rodzajów grzybów oraz opublikował 34 artykuły naukowe, w których opisano 5 nowych rodzajów i 121 nowych gatunków. W 1939 roku ukazała się jego pierwsza monografia A Contribution to Our Knowledge of the Higher Fungi of China. Ta książka zawiera informacje dotyczące morfologii, żywicieli, zwyczajów i siedlisk o 1391 gatunkach z 23 rzędów, 75 rodzin i z 387 rodzajów spośród Basidiomycota, Ascomycota i Deuteromycota.
W czasie pobytu w Zhuoni (1941-1946) zaproponował pełną strategię gospodarki leśnej tego rejonu. Jako pierwszy przedstawił teorię równowagi ekologicznej lasu w celu utrzymania lokalnego systemu ekologicznego korzystnego dla leśnictwa, rolnictwa i hodowli zwierząt oraz zmniejszenia erozji gleby powodowanej powodziami. Jego wysiłki na rzecz ekologicznego leśnictwa w prowincji Gansu są dobrymi przykładami dla jego następców  i zostały uznane za „pamiętny kamień milowy”.
W latach 1955–1963 prowadził dalej własne badania nad grzybami, zwłaszcza kladu Dikarya. Aby pomóc młodym ludziom pogłębić wiedzę mykologiczną, przetłumaczył i odnowił swoją monografię Fungi of China (Chung-kuo ti chen chün) (opublikowaną w 1939 r. w języku angielskim). W wersji chińskiej dodano 400 tablic, w tym taksonów Phycomycetes i śluzowców, a ogólna liczba sięgnęła 2400  gatunków. Był założycielem Herbarium of Mycology Instytutu Mikrobiologii Chińskiej Akademii Nauk (HMAS), będącego obecnie największym zbiorem okazów grzybów w Azji.
Standardowy skrót autora Teng służy do wskazania tej osoby jako autora przy cytowaniu nazwy botanicznej.